# Église Notre-Dame de Notre-Dame-de-Livaye
L'église Notre-Dame de Notre-Dame-de-Livaye est une église catholique située à Notre-Dame-de-Livaye, en France. 

## Localisation
L'église est située dans le département français du Calvados, dans le petit bourg de Notre-Dame-de-Livaye et à une très faible distance de la route nationale 13 et en surplomb de celle-ci.

## Historique
L'édifice date du XIVe et du XVIIIe siècle.
Arcisse de Caumont considère que l'édifice a été largement refait.
Les ouvertures en ont été refaites au XVIe siècle. La façade a été refaite au XVIIIe comme en témoigne une inscription de 1766,.
L'édifice est abandonné au XIXe.
L'édifice est inscrit au titre des Monuments historiques depuis le 7 mars 1975.
Après des vols, l'église est sécurisée et réhabilitée. Les travaux coûtent 300000 €. Elle est désormais ouverte une fois par an lors de l'Assomption.
Parmi les éléments volés, deux statues de saint Martin du XVe et un cadran solaire du XVIIe daté 1625 par Arcisse de Caumont.

## Architecture
La nef est prolongée par un chœur en retrait. Le chevet est plat.
La charpente de la nef et du choeur est soutenue par 14 poutres séparées des murs et cette particularité architecturale est rare. Un clocher couvert d'ardoises est présent posé sur une tour située entre le choeur et la nef.
Le pavage ancien a été conservé.
Le mobilier conservé dans l'édifice est intéressant : un retable du XVIIe, du mobilier divers daté du XVe au XVIIIe, des statues des XVe et XVIe.